# Julius Waldschmidt
Friedrich Alexander Julius Waldschmidt (* 23. November 1811 in Mengeringhausen; † 6. Dezember 1900 in Wega) war ein deutscher Gutsbesitzer und Politiker.

## Leben
Waldschmidt war der Sohn des Waldeckschen Rats und Oberamtmanns Theodor Waldschmidt (1776–1841) und dessen Ehefrau Henriette Sophie Philippine, geb. Waldeck (1779–1843) aus einer nicht standesgemäßen Nebenlinie des Hauses Waldeck. Er heiratete am 29. Juli 1845 in Ober-Werbe Henriette Karoline Konradine Klein (1822–1895). Der gemeinsame Sohn Hermann Waldschmidt wurde später ebenfalls Landtagsabgeordneter. Waldschmidt wurde 1827 Lehrling bei dem Gutsbesitzer Cuntze in Wetterburg. Danach wurde er Verwalter auf der Domäne Laubach bei Rhoden und beim Gutsbesitzer Plunz in Viermünden. 1837 übernahm er das Mühlengut in Wega.
Von 1852 bis 1855 war er Abgeordneter im Landtag des Fürstentums Waldeck-Pyrmont. Er wurde im Wahlkreis Kreis der Eder gewählt. Politisch stand er der NLP nahe.